# 東潤
東 潤（あずま じゅん、1932年（昭和7年）11月13日 - 2017年（平成29年）6月3日）は、昭和から平成時代の政治家。大阪府門真市長。

## 経歴
大阪府出身。関西大学卒業。門真市議会議員5期、市議会議長を経て、1985年（昭和60年）門真市長に当選。5期20年間務めた。
2017年（平成29年）6月3日、肺炎のため死去した。

## 栄典
勲章等
- 旭日中綬章[2]
- 藍綬褒章[2]